# Anochetus haytianus
Anochetus haytianus é uma espécie de formiga do gênero Anochetus, pertencente à subfamília Ponerinae.